# Panique (mouvement)
Pour les articles homonymes, voir Panique.

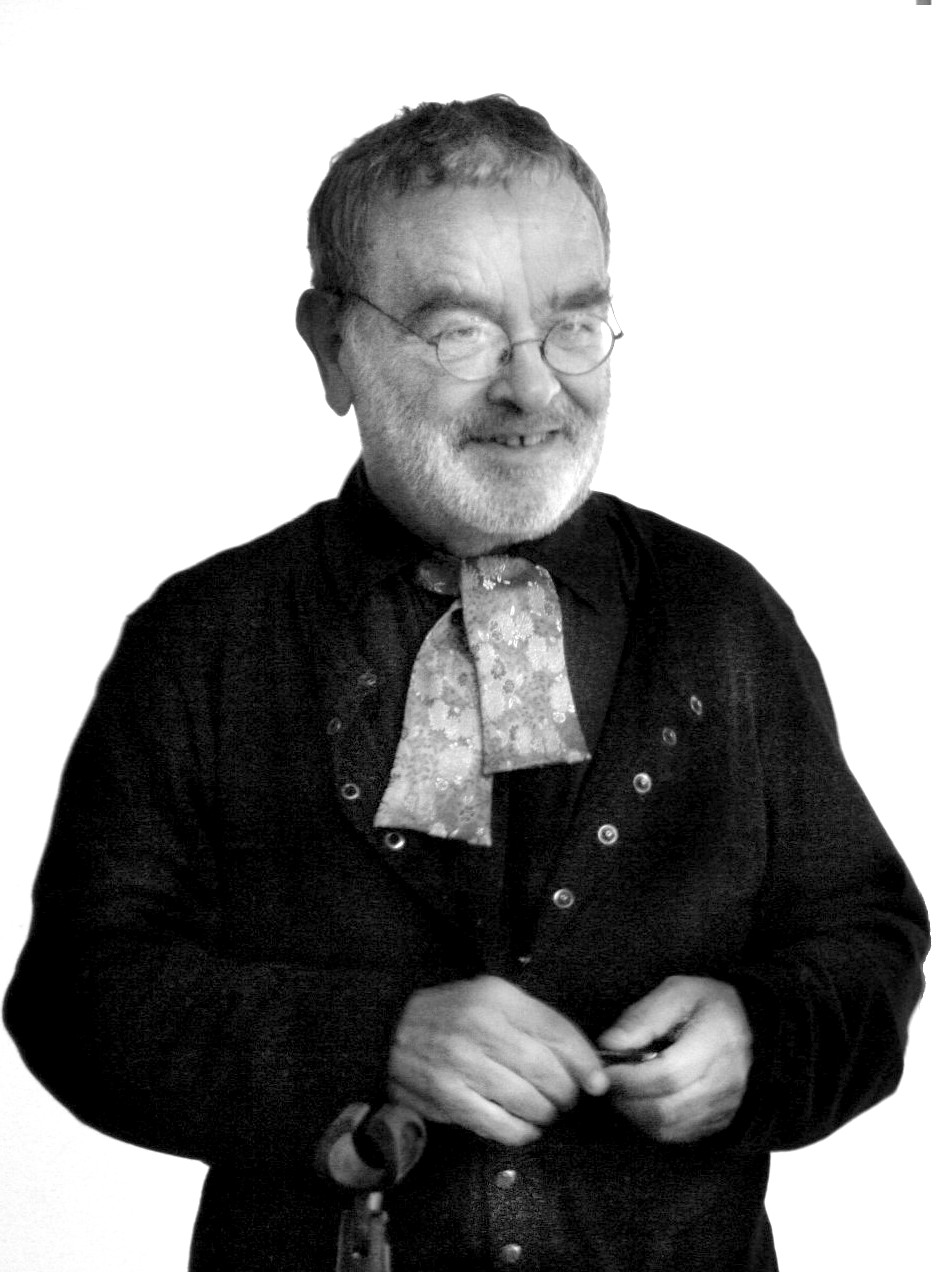
Fernando Arrabal lors d'une conférence à l'occasion du festival ARENA d'Erlangen en juin 2008.

Panique est un mouvement artistique actionniste ou, comme le revendiquent ses fondateurs, un « anti-mouvement », fondé en février 1962 à l'initiative de Roland Topor avec ses amis Fernando Arrabal et Alejandro Jodorowsky à la suite du groupe « Burlesque » également créé par les trois mêmes au Café de Paris deux ans plus tôt, en compagnie de l'écrivain belge Jacques Sternberg, du peintre français Olivier O. Olivier, du peintre mexicain Alberto Gironella et de l'écrivain français André Ruellan.
D'aspirations anarchiste et antidogmatique, « ni un groupe ni un mouvement artistique ou littéraire [mais ] plutôt un style de vie », Panique, qui se place sous le signe de la contradiction et de l'autodérision, entend se démarquer du surréalisme et refuser toute hiérarchie, direction ou contrainte, se réclamant « de toutes les morales », avec un programme « suffisamment flou pour ne pas être acculé à le suivre ».
Choisissant son nom en référence au dieu Pan et cultivant ce qu'il y a d'irrationnel et de peur dans la panique, le groupe mêle le baroque, le contradictoire, le monstrueux, le mythique dans ses travaux, pratiquant tant l'écriture, l'illustration, le théâtre que le cinéma. Arrabal donne une première formulation publique du mouvement lors d'une conférence donnée à Sydney en 1962, reprise en espagnol sous le titre El hombre panico, adapté en français sous le titre de L'Homme panique intégré à l'ouvrage Le panique paru en 1973.
A partir de 1966, le groupe est rejoint par les peintres Christian Zeimert, Michel Parré puis Sam Szafran, par le sculpteur Abel Ogier Diego Bardon ainsi que par le graveur polonais Roman Cieslewicz ainsi que par le metteur en scène Jérôme Savary qui fonde en 1967 « Le Grand Théâtre Panique » avec Arrabal, Topor et Jodorowsky, qui devient par la suite « Le Grand Panic Circus » puis « Le Grand Magic Circus et ses animaux tristes ».
Exposé aux galeries Aurora de Genève en 1973 et Messidor de Paris l'année suivante en compagnie des artistes Olivier O. Olivier, Christian Zeimert, les travaux du groupe reçoivent une reconnaissance publique avec la réalisation des films La Montagne sacrée de Jodorowsky, projeté au festival de Cannes de 1973, et la Planète sauvage qui y reçoit le prix spécial du jury.

## Ouvrages
- Roland Topor, Panic ?, San Francisco, City Lights, 1965.
- Fernando Arrabal, Le Panique, 10/18, Paris 1973.
- Roland Topor, Panic : The golden years, Amsterdam, Stedelijk Museum, 1975.
- Roland Topor, Café Panique, Seuil, coll. « Virgule », 1982.
- Fernando Arrabal, Panique  Manifeste pour le troisième millénaire, Punctum éditions , Paris 2006.  (ISBN 2296056806).